# Testamentul lui Lenin
Scrisoare către Congres (în rusă Письмо к съезду) cunoscut și ca Testamentul lui Lenin este numele dat unui document scris de Vladimir Ilici Lenin în ultimele săptămâni ale anului 1922 și prima săptămână a anului 1923. În testament, Lenin a propus schimbări în structurile de conducere ale tânărului stat sovietic. El a mai făcut de asemenea unele aprecieri asupra unor membri de frunte ai conducerii sovietice, cea mai importantă observație făcută fiind aceea a îndepărtării lui Stalin din funcția de Secretar General al Partidului Comunist al Uniunii Sovietice.

## Istoria documentului
Lenin a dorit ca testamentul său să fie citit la al XII-lea Congres al Partidului Comunist care fusese convocat pentru aprilie 1923. Însă, după al treilea atac cerebral al lui Lenin din martie 1923 care-l lăsase pe liderul bolșevic paralizat și incapabil să mai vorbească, testamentul a fost ținut secret de către soția sa, Nadejda Krupskaia, care spera ca soțul său se va însănătoși. Deabia după moartea lui Lenin de pe 21 ianuarie 1924, Krupskaia a predat documentul Secretariatului Comitetului Central al Partidului Comunist, cerând să fie prezentat delegaților la cel de-al XIII-lea Congres al Partidului Comunist din iunie 1924. 
Testamentul lui Lenin îi puneau pe membrii triumviratului aflat în acel moment la putere (Stalin, Zinoviev, Kamenev) într-o mare încurcătură. Pe de-o parte, ei ar fi preferat să interzică documentul care îi critica pe toți cei trei și pe aliatul lor, Buharin, dar și pe adversarul lor, Troțki. (Deși comentariile lui Lenin aduceau atingeri tuturor liderilor comuniști, Stalin avea cel mai mult de pierdut, de vreme ce singurul sfat practic era îndepărtarea acestuia din urmă din funcția de Secretar General al Comitetului Central al Partidului Comunist). 
Pe de altă parte, conducerea sovietică nu avea curajul să nu se supună dorințelor lui Lenin așa de curând după moartea lui, mai ales atâta vreme cât Krupskaia insista ca aceste dorințe să fie respectate. Liderii sovietici erau de asemenea în mijlocul unor lupte facționale pentru controlul partidului, facțiunea conducătoare însăși fiind formată din grupuri neomogene care aveau să se dezintegreze în curând, ceea ce ar fi făcut ascunderea documentului aproape imposibilă. 
Compromisul final propus de triumvirat la Consiliul Înțelepților al celui de-al XIII-lea Congres, după ce Kamenev a citit textul documentului, a fost ca delegații să poată aibă acces la el în următoarele condiții, (prima dată făcute publice într-o broșură de Troțki în 1934 și confirmate de documentele publicate în timpul prestroikăi și după aceea.):
- testamentul trebuia citit de reprezentanții ai conducerii partidului în cadrul unor întâlniri separate cu fiecare delegație regională a partiduluihe,
- luarea de noțițe nu era permisă,
- în timpul întâlnirilor plenare al Congresului nu trebuiau făcute referiri la testament.

Propunerile au fost adoptate cu majoritate de voturi în ciuda obiecțiilor lui Krupskaia. Ca urmare, testamentul nu a avut efectul pe care-l sperase Lenin, iar Stalin și-a păstrat poziția de Secretar General. 
Împiedicarea acțiunii de aducere la cunoștința tuturor membrilor partidului a conținutului documentului a rămas un fapt cotroversat folosit în lupta dintre opoziția de stânga și facțiunea Stalin-Buharin din perioada 1924 – 1927. Ca urmare a presiunilor opoziției, Stalin a fost obligat să citească din nou testamentul în iulie 1926 la întâlnirea Comitetului Central. O ediție cenzurată a fost tipărită în decembrie 1927 într-o ediție limitată pentru folosul delegaților la al XV-lea Congres al Partidului Comunist. Testamentul nu a fost adus la cunoștința publicul larg datorită consensului la care au ajuns membrii conducerii sovietice care considerau că documentul nu poate fi tipărit și publicat deoarece ar fi făcut rău întregului Partid.
Textul testamentului ca și faptul că a fost interzis au devenit foarte repede cunoscute în occident, în mod special după ce faptl a fost descris de Max Eastman în Since Lenin Died – De când a murit Lenin (1925). Conducerea sovietică a înfierat demersul lui Eastman și, folosindu-se de disciplina de partid, l-a forțat pe Troțki, care mai era încă membru al Poliburo, să scrie un articol în care nega versiunea evenimentelor descrisă de Eastman. 
Textul integral în limba engleză a Testamentului lui Lenin a fost publictă în 1926 în ziarul New York Times.
Din momentul în care Stalin și-a consolidat poziția de lider de necontestat al Partidului Comunist al uniunii Sovietice la sfârșitul celui de-al treilea deceniu, toate referirile la testamentul lui Lenin au fost considerate agitație antisovietică și a fost pedepsită ca atare. Negarea existenței acestui document a rămas una dintre pietrele unghiulare ale istoriografia sovietică până la moartea lui Stalin din 1953. După denunțarea crimelor staliniste de către Hrușciov făcută la al XX-lea Congres al Partidului Comunist al Uniunii Sovietice din 1956, documentul a fost în sfârșit publicat în mod oficial. 

## Documente înrudite
Testamentul lui Lenin nu trebuie confundat cu Testamentul politic al lui Lenin, un termen folosit în leninism pentru desemnarea unei serii de scrisori și articole dictate de lenin în timpul bolii, în care dădea instrucțiuni despre modul în care trebuia să continue edificarea statului sovietic. În mod tradițional, cuprinde următoarele lucrări:
- O scrisoare către Congres, "Письмо к съезду"
- Despre atribuirea Gosplan de funcții legislative,"О придании законодательных функций Госплану"
- Asupra "problemei naționalităților" sau despre "Autonomizație","К 'вопросу о национальностях' или об 'автономизации' "
- Pagini din jurnal, "Странички из дневника"
- Despre cooperație, "О кооперации"
- Despre revoluția noastră, "О нашей революции"
- Cum trebuie să reorganizăm Rabkrin,"Как нам реорганизовать Рабкрин"
- Mai bine mai puțin, dar mai bine, "Лучше меньше, да лучше"

## Conținutul Testamentului lui Lenin
Scrisoarea este o critică a guvernării sovietice din acel moment, Lenin avertizând asupra primejdiilor pe care le anticipa și făcând sugestii pentru viitor. Unele dintre aceste sugestii vizau mărirea numărului de membri ai CC al PC al URSS, atribuirea de puteri legislative Comitetului de Stat pentru Planificare și schimbarea politicii naționalităților puse în practică de Stalin. 
Cel mai important aspect al Testamentului a fost critica adusă lui Stalin, nu doar asupra politicii în domeniul naționalităților, dar și asupra stilului de conducere al viitorului dictator. Lenin a scris în mod special:
Tovarășul Stalin, odată devenit Secretar general, are o autoritate nelimitată concentrată în mâinile sale, iar eu nu sunt sigur dacă el va fi capabil tot timpul să folosească această autoritate cu suficientă prudență. Tovarășul Troțki, pe de altă parte, așa cum a demonstrat deja lupta lui împotriva Comitetului Central în problema Comisariatului Poporului pentru Comunicații, este remarcabil nu doar numai printr-o abilitate remarcabilă. Ca persoană, el este probabil cel mai capabil om din CC-ul de azi, dar a arătat o încredere în sine excesivă și o preocupare excesivă pentru partea pur adiministrativă a muncii.
Aceste două calități a celor doi lideri de frunte ai CC-ului de azi, pot duce în mod necugetat la o ruptură, și dacă Partidul nu ia măsuri să preîntâmpine acest fapt, ruptura poate veni pe nepregătite.
Într-un post-scriptum adăugat câteva săptămâni mai târziu, Lenin a recomandat îndepărtarea din funcție a lui Stalin din poziția de Secretar General al PC al URSS. 
Stalin este prea grosolan și acest defect, altfel destul de tolerabil printre noi, comuniștii, devine intolerabil pentru un Secretar General. De aceea eu sugerez tovarășilor să se gândească la îndepărtarea lui Stalin din acel post și la numirea unui alt om în locul lui, care să se deosebească din toate punctele de vedere de tovarăsul Stalin
Lenin a criticat de asemenea și pe alți membri ai Politburo. El a scris că:
... episodul din octombrie cu Zinoviev și Kamenev (opoziția cu privire la cucerirea puterii în octombrire 1917) nu a fost, desigur, un accident, dar niciunul nu poate fi acuzat pentru el mai mult decât antibolșevismul lui Troțki.
El a criticat alți lideri bolșevici pe lângă sugestiile lui politice generale.